# Nowy Kawęczyn (Łódź)

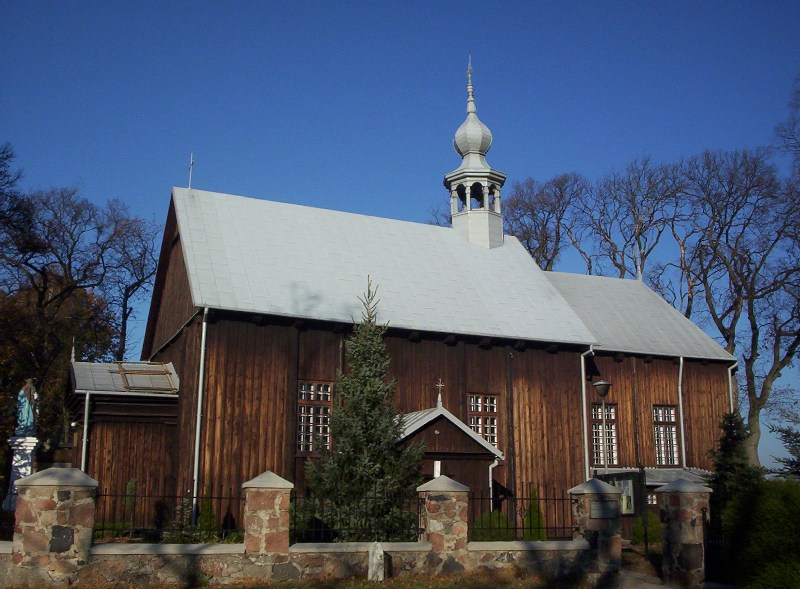
Kerk in Nowy Kawęczyn

Nowy Kawęczyn is een dorp in het Poolse woiwodschap Łódź, in het district Skierniewicki. De plaats maakt deel uit van de gemeente Nowy Kawęczyn en telt 110 inwoners.